# Schutzkorps
Schutzkorpul (în sârbocroată Šuckor; în traducere: „Corpul de Protecție”) a fost o miliție auxiliară de voluntari înființată de autoritățile austro-ungare în provincia nou anexată Bosnia și Herțegovina pentru a urmări opoziția sârbă bosniacă (membri a cetnicilor și a Comitagiului), însă victimele principale erau civilii. Oficial, acestea erau o jandarmerie auxiliară, care însă în realitate desfășura activități ilegale. Această miliție a atras în principal recruți bosniaci și a devenit notorie din cauza implicării sale în persecuția sârbilor. Ea a luat în colimator în special zonele populate de sârbi din estul Bosniei.
Rolul Schutzkorpului este un punct de dezbatere. Persecuția sârbilor sponzorizată de autoritățile austro-ungare a fost „primul incident de purificare etnică activă" în Bosnia și Herțegovina. Unii lideri musulmani au subliniat că ar fi greșit ca vina întreagă pentru faptele Schutzkorpului să cadă pe populația musulmană din Bosnia, deoarece unii musulmani au oferit ajutor sârbilor, în timp ce unii sârbi s-au ascuns de persecuții înrolându-se ei înșiși în Schutzkorp.

## Istorie
Criza anexării Bosniei din 1908–1909 a izbucnit la 6 octombrie 1908 când Austro-Ungari a anunțat că va anexa Bosnia și Herțegovina. Mulți locuitori din Bosnia și Herțegovina au fost nemulțumiți de aceste evenimente, în special sârbii care rămâneau cu obligații feudale față de latifundiarii musulmani. Pentru a preveni răscoalele, Austro-Ungaria a început măsuri represive împotriva populației sârbe, conduse în special de Schutzkorp. Schutzkorpurile au fost organizate în unsprezece batalioane de voluntari. În Herțegovina, Schutzkorpul a evitat să ia măsuri prea dure împotriva populației sârbe din apropierea graniței cu Muntenegru pentru a evita să provoace guvernul statului vecin. Deoarece Gacko și Nevesinje nu erau în apropierea graniței, populația sârbă de acolo a fost supusă terorii de către Schutzkorp. La sfârșitul lunii octombrie 1908, sârbii din Gacko s-au plâns guvernului din Sarajevo de actele de terorism ale Schutzkorpului, dar nu s-a luat nicio măsură contra acestora.
După izbucnirea Primului Război Balcanic, sentimentul anti-sârb a crescut în Bosnia și Herțegovina. Oskar Potiorek, guvernatorul Bosniei și Herțegovinei, a închis multe societăți sârbe și a contribuit semnificativ la sentimentul antisârb înainte de Primul Război Mondial. Planul Guvernului era să mobilizeze croați și musulmani în Schutzkorp în caz de război cu Serbia, planuri care au fost dezvăluite la Banja Luka în decembrie 1912, ceea ce a cauzat proteste în rândul populației sârbe. Ideea de a reînvia unitățile de voluntari nu a fost implementată.
Schutzkorpul a fost reinstaurat la ordinele lui Potiorek după asasinarea Arhiducelui Franz Ferdinand. Liderii frankiștilor din Zagreb au jucat un rol important la reînființarea sa. Austro-Ungaria au acordat Schutzkorpului „puteri depline pentru a controla populația sârbă”. Membrii săi erau în principal musulmani bosniaci. Locuitorii musulmani din Bosnia și Herțegovina, cu excepția celor care se identificau ca sârbi, erau în general favorabili habsburgilor. Austro-ungarii au pus rareori la îndoială loialitatea Schutzkorpului. În rândurile acestuia au servit și numeroși croați, dar și unii sârbi. Membrii sârbi ai miliției erau motivați să se înscrie prin faptul că astfel erau scutiți de la serviciul militar pe front. Decizia de a recruta în principal musulmani bosniaci și croați a făcut parte dintr-o strategie deliberată de divide et impera folosită de austro-ungari, scrie istoricul Aviel Roshwald. Inițial, miliția a fost formată din aproximativ 11.000 de membri și 1.600 de veterani. Ea a crescut în dimensiune în timpul războiului, numărând în cele din urmă 20.000 de membri. Autoritățile austro-ungare credeau că sârbii din Herțegovina ar fi cei mai susceptibili să lanseze o rebeliune anti-habsburgică. Astfel, în regiune erau staționați aproximativ 5.000 de membri ai Schutzkorpului, sau aproximativ 45 la sută din forța miliției. Trei mii dintre aceștia au fost staționați în estul Herțegovinei.
După declarația de război a Austro-Ungariei împotriva Serbiei din 28 iulie 1914, Schutzkorpul a început să efectueze execuții în masă ale civililor sârbi în Herțegovina, în special spânzurând 79 dintre cei mai importanți cetățeni sârbi din Trebinje, printre care intelectuali, boieri și membri ai clerului. Uciderile au continuat în întreaga Herțegovină, și au fost însoțite de luări de ostatici, jefuiri și distrugeri de proprietăți. Execuțiile erau adesea arbitrare și majoritatea victimelor nu au avut drept de recurs legal. De-a lungul râului Drina, în apropierea graniței cu Serbia, Schutzkorpul a fost însărcinat cu „operațiuni de combatere a bandiților”, culminând cu masacrarea mai multor civili sârbi în apropierea comunei Foča.
Încarcerarea a aproximativ 5500 de persoane (dintre care între 700 până la 2200 au murit în închisoare) și execuția a 460 de civili de etnie sârbă în Bosnia și Herțegovina la începutul Primul Război Mondial au fost operațiuni care s-au bazat masiv pe Schutzkorp. Aproximativ 5200 de familii sârbe au fost expulzate forțat din Bosnia și Herțegovina. Membrii Schutzkorp strigau sloganuri și cântece anti-sârbești, cum ar fi „Nu se face cruce cu trei degete”, în timp ce își comiteau crimele.
Membrii Schutzkorpului nu primeau uniforme austro-ungare. Ei purtau în schimb banderole galben-negre (inspirate din drapelul Cisleithaniei) pentru a se distinge de trupele neregulate sârbe, care nu purtau nici ele uniforme. Purtarea hainelor civile și utilizarea limbei sârbocroate pentru a striga ordinele au dus la mai multe incidente de foc fratricid între Schutzkorp și armata austro-ungară. Din cauza incidentelor, s-a hotărât ca ordinele să se dea numai în germană.

## Memoria

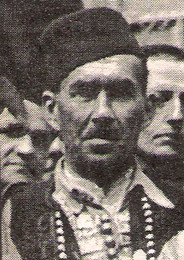
Ademaga Mešić

A fost prima persecuție a unui număr substanțial de civili în Bosnia și Herțegovina pe criterii etnice. În același timp, victimele sârbe din estul Bosniei au fost parțial rezultatul activităților anticetnice care în toamna anului 1914 au efectuat atacuri împotriva bosniecilor din zonă.
Suljaga Salihagić, un musulman bosniac, a subliniat că nu toți musulmanii sunt responsabili pentru activitățile Schutzkorpului, deoarece mulți au oferit ajutor sârbilor. Unii lideri musulmani au negat că Schutzkorp ar fi o unitate strict musulmană și croată, deoarece în aceste unități se ascundeau și mulți sârbi. Unii comandanți chiar erau etnici sârbi. Unul dintre comandantii Schutzkorpului din regiunea Tešanj a fost Ademaga Mešić, care a luptat alături de Ustași în timpul celui de Al Doilea Război Mondial.

În 1929, un preot din Trebinje a publicat o carte în care documenta actele de persecuție comise de Schutzkorp în Trebinje și în multe alte sate din regiune. Formarea unei unități locale de Schutzkorp în Višegrad, de către musulmani, este descrisă în romanul E un pod pe Drina... (1945) de Ivo Andrić.